# Johannes Aesticampianus
Johannes Rak (1457-1520) (Johannes von Sommerfeld) (* Sommerfeld, Baixa Lusácia, 1457 † Wittenberg, 31 de Maio de 1520) foi humanista, poeta, teólogo e botânico alemão. Em 19 de Maio de 1491 matriculou-se na Universidade de Cracóvia onde estudou história natural e astronomia. Entre 1501 e 1505 deu aulas de filosofia moral e de retórica na Universidade de Mogúncia.

## Publicações
- Grammatica, 9 de Abril 1499, Petrus Helias
- Oratio in universitate Lipsiensi, Oratio Joannis Esticampiani poete laureati, 1511
- petri Heliae grammatica c. comment Joh. Sommerfelt Argent 1499
- Carmina Aesticampiani” mit dem „Versiculi Theodorici Gresmundi Straßburg 1502,
- Carmen de Lusácia, quod Melanchthon Basileam, ut excuderetur, miserat, nescio quo fato periit, et nondum repertum est Datum und Ort nicht angegeben
- Epigrammata Johannis Aesticampiani mit Carmen Huttens Leipzig 1507,
- Modus epistolandi Magistri Johannis Aesticampiani Wien 1515;
- Hymnus in laudem Barbarae ohne Ort und Jahr
- Grammatica Martiani foelicis Capelle Frankfurt/Oder 1507
- Tabula Cebetis Philosophi Socratici, cum Jo. Aesticampiani Epistola, Impr. Frankfurt/Oder 1507
- Septem divi Hieronymi epistolae… cum Johanni Aesticampiani carmine Leipzig 1508;
- C. Plinii Secundi Veronensis ad Titum Vespasianum in Libros naturalis historiae Epistola cum praefatione J. A. Rhetoris et poetae Laureati Leipzig 1508
- Germania des Tacitus Leipzig 1509
- Augustini libellus de vita Christiana Leipzig 1518
- Commentarius in Grammaticam Marciani Capellae, et Donati figuras
- Marciani Capellae Rhetorica, cum Jo. Rhagii verbosa praefatione Leipzig 1509
- M. Tullii Ciceronis de Oratrore libri III. Etc. Praefatus est Jo. Rhagius Aesticampianus Theologus, ad Vitum Werlerum Sulzfeldensem, editorem Leipzig 1515
- Aurelii Augustini libellus de Vita christiana Leipzig 1518
- Libanii graeci declamatoris disertismi, beati Johannis Chrysostomi praeceptoris, Epistolae, cum adjectis Johannis Summerfelt argumentis et emendatione et castigatione clarissimis